# Viktória Čerňanská
Viktória Čerňanská (n. 29 martie 2002, Bratislava, Slovacia) este o sportivă ce a reprezentat Slovacia, medaliată olimpică. A participat la o ediție a Jocurilor Olimpice (2022) în care a câștigat o medalie de argint.